# Salvatore Biasco
Salvatore Biasco (Roma, 31 dicembre 1939 – Roma, 6 settembre 2022) è stato un economista e politico italiano.

## Biografia
Si laurea a Roma in Scienze Statistiche e Demografiche con Paolo Sylos Labini. Poi a Cambridge presso la Faculty of Economics (quale membro del Trinity College), dove è stato allievo di Maurice Dobb. Ha successivamente considerato suoi maestri anche Nicholas Kaldor e Hyman Minsky.
Ordinario dal 1975, ha insegnato Economia internazionale all’Università La Sapienza di Roma (dal 1983) dopo aver insegnato all’Università di Modena (dal 1970), negli anni in cui la Facoltà di Economia veniva identificata come “Scuola di Modena” (vi insegnavano Michele Salvati, Marco Onado, Fernando Vianello, Andrea Ginzburg, Sebastiano Brusco, Guido Fabiani, Marco Lippi, Vittorio Rieser, Vittorio Foa, Enzo Collotti, Leonardo Paggi e altri).
Nel 1981 al suo libro “L’inflazione nei paesi capitalistici industrializzati. Il ruolo della loro interdipendenza” viene assegnato il premio St Vincent per l’economia.
È stato prima dal 1980 al 1983 e poi dal 1992 al 1995 membro eletto del Direttivo e vicepresidente eletto (nel secondo mandato di Consigliere) della Società italiana degli economisti (Paolo Baffi e Giacomo Becattini, i presidenti nei due mandati).
Relatore e correlatore in numerosi convegni (tra cui di James Tobin sulla Tobin tax), è stato, membro fin da giovane di commissioni per concorsi a cattedra (tra le persone promosse Mario Draghi, Gian Maria Gros-Pietro, Fiorella Kostoris, Lorenzo Bini Smaghi, P. Onofri, G. Arrighi, F. Momigliano, e S. Brusco ecc).

## La parentesi politica
Portato dalla sua passione politica ad impegnarsi nella vita civile, è stato Presidente della Fondazione Cespe dal 1991 al 1994 dove ha impostato un lavoro di costruzione dell’agenda per il governo del Paese, che è stato poi la base del programma dell’Ulivo per le elezioni del 1994 e 1996.
Nel 1996 ha accettato la candidatura offerta dal Pds nelle liste dell’Ulivo (l’aveva rifiutata, come indipendente di sinistra nelle liste del Pci nelle elezioni italiane del 1983 e in quelle europee del 1981). In Parlamento (1996-2001) ha presieduto la Commissione Bicamerale per la Riforma Fiscale (detta dei Trenta). 
Anche dopo ha continuato a seguire l’attività legislativa e, quale presidente della Commissione Consultiva che porta il suo nome, è autore del “Libro Bianco sulla tassazione delle società” (2007), che ha dato luogo a una profonda revisione legislativa in materia, gran parte tuttora in vigore.

## L’attività più recente
Tornato all’Università nel 2001 ha continuato nell’attività accademica, ma si è anche dedicato ad una intensa attività di saggistica e di organizzazione culturale. 
Membro di organi direttivi di varie Associazioni e Fondazioni culturali, ha costituito nel 2014 un network informale (“Ripensare la cultura politica della sinistra”) formato da studiosi e personalità, che ha dato luogo a convegni e incontri (www.ripensarelasinistara.it).
Nel 2014 è stato relatore all’“European Interparliamentary Conference” (29-30 settembre), organizzata per il Semestre Europeo di Presidenza dell'Italia dalla Camera dei deputati, Sezione: “Il coordinamento delle politiche fiscali europee”.
Nel dicembre 2017 gli è stato assegnato il Premio "Nenni" alla Cultura.

## Esperienze amministrative
Membro del Consiglio d'Amministrazione dell’Università  Bocconi, (1984-7) e di Poste Italiane (2005-8), Presidente della Commissione Bilancio dell’Università La Sapienza (2006-8).